# 高磯山
高磯山（たかいそやま）は、徳島県那賀郡那賀町に位置する山である。標高は611m。

## 地理
旧上那賀町大戸にある山。長安口ダムを挟んで春野集落の対岸、荒谷の東に位置する。

## 明治25年の高磯山崩壊
この山の歴史については1892年（明治25年）7月25日の崩壊が特筆される。同年7月22日から3日間で、700から1,000mm内外の降雨があり、7月25日の午前11時頃から大音響を伴って崩壊。10数戸、60余人が埋没した。流出土砂は那賀川をせき止め天然ダムを形成した。
甚水は毎時0.6mずつ上昇し、同日午後4時に決壊した。被災は上流の浮上流失家屋150戸余。また、下流の旧鷲敷町の被害は大きく、流失家屋81、全壊家屋29、半壊62、浸水32、水死3名。その他の地域の流失家屋は、大戸約30、水崎6、旧相生町川口12、阿南市深瀬町数戸。阿南市の旧中野島村の浸水100余戸などである。崩壊は高磯山の山頂近くにまで及び、長さ500m、幅300m、厚さ20mにわたり、総領430万00m、幅300m、厚さ20mにわたり、総領430万m3に達した。